# Yenniver Veroes
Yenniver Alejandra Veroes (* 24. Juli 2006) ist eine venezolanische Leichtathletin, die sich auf den Hammerwurf spezialisiert hat.

## Sportliche Laufbahn
Erste Erfahrungen bei internationalen Meisterschaften sammelte Yenniver Veroes im Jahr 2022, als sie bei den Jugend-Südamerikaspielen in Rosario mit einer Weite von 54,37 m den vierten Platz belegte. Anschließend gewann sie bei den U18-Südamerikameisterschaften in São Paulo mit 61,99 m die Silbermedaille. Im Jahr darauf sicherte sie sich dann bei den U20-Südamerikameisterschaften in Bogotá mit 55,15 m die Bronzemedaille und 2024 gelangte sie bei den Ibero-Amerikanischen Meisterschaften in Cuiabá mit 58,03 m auf den achten Platz. Im August verpasste sie bei den U20-Weltmeisterschaften in Lima mit 55,43 m den Finaleinzug, ehe sie bei den U23-Südamerikameisterschaften in Bucaramanga mit 59,32 m die Silbermedaille hinter der Ecuadorianerin Nereida Santa gewann. Im Jahr darauf belegte sie bei den Südamerikameisterschaften in Mar del Plata mit 61,04 m den siebten Platz. 
In den Jahren 2023 und 2024 wurde Veroes venezolanische Meisterin im Hammerwurf.